# Uppsala (hạt)
Hạt Uppsala (Uppsala län) là một hạt hay län nằm ở bờ biển phía đông Thụy Điển. Hạt này giáp các hạt Stockholm, Södermanland, Västmanland, Gävleborg, và biển Baltic.

## Các đô thị
- Älvkarleby
- Tierp
- Östhammar
- Uppsala
- Enköping
- Håbo
- Knivsta
- Heby (từ ngày 1/1/2007)